# Anna Ojer
Anna Małgorzata Ojer (ur. 1975 w Warszawie) – polska działaczka społeczna i polityczna.
Wychowała się w Warszawie. Ukończyła studia na Wydziale Nauk Ekonomicznych Uniwersytetu Warszawskiego.
Zaangażowana w organizację pomocy rodzicom dzieci leczonych w Centrum Zdrowia Dziecka (np. dostarczanie łóżek, koców, środków czystości, ubrań, organizowanie noclegów, zakupów, transportu). Założycielka grupy SOS Mieszkańcy Wawra Rodzicom z CZD. Członkini Stowarzyszenia Warszawa Przyszłości.
Kandydowała na radną dzielnicy Wawer bez powodzenia w 2014 z ramienia Stowarzyszenia Wawer i z powodzeniem w 2018 z listy Bezpartyjnych Samorządowców.
Startowała w wyborach do Sejmu w 2019 z listy Polskiego Stronnictwa Ludowego, uzyskując ponad 8 tys. głosów. Przed wyborami w 2023 znalazła się w zespole eksperckim Koalicji Polskiej przygotowującym wspólne postulaty programowe z Polską 2050, po których wypracowaniu powstała Trzecia Droga. W wyborach startowała z jej listy do Sejmu, uzyskując niespełna 11 tys. głosów. W 2024 także bezskutecznie kandydowała do rady Warszawy w wyborach samorządowych i do Parlamentu Europejskiego w eurowyborach.
W 2017 otrzymała nominację w konkursie BiznesWomen Roku w kategorii Działalność Społeczna w konkursie Sukces Pisany Szminką. Za działalność społeczną w 2018 została laureatką plebiscytu Warszawianka Roku. W 2019 została wybrana do „Dziesiątki Kobiet Sukcesu Mazowsza”.